# Tarek Ziadi
Tarek Ziadi ou Tarak Ziedi, né le 24 juillet 1979 à Tunis, est un footballeur tunisien jouant au poste d'attaquant au sein du Club sportif de Hammam Lif et de l'équipe nationale tunisienne.

## Biographie
Tarek Ziadi commence sa carrière à l'Étoile sportive de Béni Khalled où il fait ses classes parmi les juniors avant d'intégrer par la suite l'équipe des seniors. 
Après trois ans avec l'équipe première du club, il est transféré au Stade tunisien en 2002. Durant son passage dans ce club, il marque 23 buts en quatre saisons. À l'été 2006, le joueur signe en faveur du Club sportif sfaxien. 
Au terme de la saison, il est désigné meilleur buteur du championnat de Tunisie de football avec treize réalisations malgré une saison moyenne et marquée par les blessures.
En janvier 2008, il signe un pré-contrat avec l'Étoile sportive du Sahel pour la saison suivante. Le 7 mars 2009, il réussit à marquer le but le plus rapide du championnat, à vingt secondes du début du match, face à Jendouba Sports. Le 21 juillet 2010, il signe en faveur du Club sportif de Hammam Lif.

## Carrière
| Saison      | Club                            | Buts |
| ----------- | ------------------------------- | ---- |
| 1996 - 2001 | Étoile sportive de Béni Khalled | ?    |
| 2002 - 2003 | Stade tunisien                  | 2    |
| 2003 - 2004 | Stade tunisien                  | 4    |
| 2004 - 2005 | Stade tunisien                  | 6    |
| 2005 - 2006 | Stade tunisien                  | 11   |
| 2006 - 2007 | Club sportif sfaxien            | 13   |
| 2007 - 2008 | Club sportif sfaxien            | 3    |
| 2008 - 2009 | Étoile sportive du Sahel        | 5    |
| 2009 - 2010 | Espérance sportive de Zarzis    | 0    |